# Стойкович, Драган
Дра́ган Сто́йкович (серб. Драган Стојковић; род. 3 марта 1965, Ниш, СР Сербия, Югославия) — югославский и сербский футболист, выступавший на позиции атакующего полузащитника, тренер. В период с 1992 по 2000 годы был капитаном сборной Югославии. С 3 марта 2021 года — главный тренер сборной Сербии.
Стойкович — один из пяти игроков, которые удостоены звания «звезды клуба» («серб. Звездина звезда»). Считается, что футболист не смог показать свой истинный потенциал в Европе, поскольку травма помешала ему закрепиться в «Марселе» на долгий срок. Несмотря на это, он демонстрировал экстраординарные способности на протяжении всей своей карьеры, несмотря на его хронические травмы, став наиболее известным в Японии.

## Биография

### Ранние годы
Стойкович родился в сербском городе Ниш, где очень рано начал заниматься футболом в районе Паси Поляна, где прошло его детство. Он получил прозвище Пикси, по имени одного из персонажей из мультфильма Пикси и Дикси и Мистер Джинкс.

### Клубная карьера
«Раднички», Ниш
Драган Стойкович начал свою футбольную карьеру в клубе «Раднички» из родного города, выступавшем в Первой лиге Югославии в сезоне 1981/82. Тогда за основную команду он сыграл лишь один раз, зато за следующие четыре сезона в клубе Стойкович провёл 69 матчей и забил восемь мячей.
«Црвена Звезда», Белград
Летом 1986 года Драган перешёл в белградскую «Црвену Звезду». В «Црвене Звезде» Драган провёл четыре сезона, забив за это время во всех турнирах 54 мяча в 120 матчах. В 1988 и 1989 году Стойкович получал звание футболист года в Югославии. Клуб «Црвена Звезда» наградил Драгана званием «Zvezdina» (Звездина), которое присуждается только самым лучшим игрокам за всю историю клуба.
«Олимпик», Марсель
В 1990 году Стойкович перешёл во французский «Олимпик» из Марселя. Он должен был присоединиться к поистине звёздной команде, от которой её президент французский политик и бизнесмен Бернар Тапи многого ожидал. На тот момент в составе «Олимпика» находились Жан-Пьер Папен, Эрик Кантона, Крис Уоддл, Карлос Мозер, Мануэль Аморос, Дидье Дешам, Жан Тигана, Абеди Пеле, был куплен защитник Базиль Боли и подписан контракт с новым главным тренером Францем Беккенбауэром, выигравшим чемпионат мира 1990 года со сборной ФРГ. Стойковича заметили на этом же турнире, где у него было немало ярких моментов.
В начале дебютного сезона Стойкович получил травму колена, операцию на котором пришлось провести в Германии, из-за чего он пропустил несколько месяцев. Но фактически на протяжении всего сезона футболиста беспокоили последствия этой травмы, и в чемпионате он провёл лишь 11 игр. Беккенбауэр ушёл с тренерского поста во время зимнего перерыва, хотя и остался в клубе в качестве советника. Новым главным тренером на смену знаменитому немцу стал Раймон Гуталс. В 1991 году в финальном матче Кубка чемпионов «Олимпик» встречался с «Црвеной Звездой». Стойкович вышел на поле в добавленное время, но отказался бить пенальти в ворота своего прежнего клуба. «Црвена Звезда» выиграла 5:4 по пенальти и завоевала трофей.
В том же году Драган был отдан в аренду итальянской «Вероне» за десять миллиардов лир. Команда только вернулась в Серию А чемпионата Италии после года, проведённого во второй лиге из-за финансовых проблем. Сезон 1991/92 Драган провёл неудачно, из-за травм и дисциплинарных взысканий он сыграл в 19 матчах и отличился одним забитым мячом. После возвращения в «Олимпик» Драган не сыграл ни одного матча в чемпионате Франции 1992/93, а в сезоне 1993/94 Стойкович сыграл 18 матчей и забил 5 мячей.
«Нагоя Грампус»
Весной 1994 года Драган уехал в Японию выступать за клуб «Нагоя Грампус Эйт», которым тогда руководили Арсен Венгер и Гари Линекер. В составе команды Стойкович провёл семь сезонов, отыграв 183 матчей и забив 57 мячей. В 1995 году Стойкович был признан самым ценным игроком Джей-лиги. В 2001 году Драган завершил свою игровую карьеру.

### Карьера в сборной
Стойкович дебютировал в юношеской сборной Югославии 11 октября 1983 года в матче против Норвегии в Панчево в рамках квалификации к юношескому чемпионату Европы 1984 года. Под руководством главного тренера Ивана Топлака Стойкович забил в первом же матче, а команда выиграла 6:2.
За взрослую сборную Югославии Драган сыграл 84 матча и забил 15 голов. Его дебют состоялся 12 ноября 1983 года в матче против Франции. Стойкович участвовал в чемпионатах Европы 1984 и 2000 годов, став единственным футболистом в истории, между первым и последним участием которого в матчах финальной части чемпионатов Европы прошло 16 лет. Также участвовал на чемпионатах мира 1990 (на котором Югославия дошла до четвертьфинала, проиграв Аргентине в серии пенальти, причём Стойкович был одним из тех, кто не смог забить 11-метровый) и 1998 годов, и Олимпийских играх 1984 (где сборная Югославии завоевала бронзовые медали) и 1988.
В 1992 году в составе сборной Стойкович должен был играть на чемпионате Европы, но Югославия была отстранена из-за военных действий в стране. Последним матчем в составе национальной команды для него стала встреча против страны, где Стойкович провёл большую часть своей игровой карьеры, — Японии, 4 июля 2001 года.

## Стиль игры
Стойкович считался очень ловким полузащитником, который мог сыграть в центре поля и на острие атаки в качестве нападающего. Он стал известен, в частности, своим видением поля, техникой, нестандартными действиями, навыками дриблинга и обводками. Несмотря на талант, его карьера сильно пострадала из-за нескольких травм, которые мешали его потенциалу.

## Административная карьера

### Футбольный союз Югославии
Завершив игровую карьеру в 2001 году, 36-летний Стойкович сразу же стал президентом Югославского Футбольного союза, сменив Миляна Милянича. Назначение Стойковича первоначально получило широкое одобрение общественности, но четырёхлетний срок его пребывания в должности в первую очередь запомнится непопаданием национальной сборной (Югославии и Сербии и Черногории) на чемпионат мира 2002 в Японии и Корее и чемпионат Европы 2004 в Португалии. Тем не менее к окончанию срока полномочий Стойковича в отборочном турнире к чемпионату мира 2006 национальная команда наконец отобралась на «мундиаль», заняв в группе первое место.
За этот период Стойкович был избран членом Технического комитета УЕФА и членом Комитета ФИФА сроком на восемь лет.

### «Црвена Звезда»
В июле 2005 года Стойкович стал президентом «Црвены Звезды». Как и четыре года назад, он вновь стал преемником многолетнего функционера Драгана Джаича, занимавшего различные руководящие посты в администрации клуба в течение предыдущих 26 лет. Смена поколений в руководстве клуба сопровождалась спорами и закулисными интригами, переходящими в открытую вражду в прессе.
Одной из первоочередных задач Стойковича в преддверии сезона 2005/06 стало увольнение занимавшего пост главного тренера Ратко Достанича и приглашение Вальтера Дзенги, который стал бы первым иностранцем, когда-либо тренировавшим «Црвену Звезду». Задействовав свои связи в Японии, Стойкович также заручился поддержкой Toyota Motor Corporation, согласившейся инвестировать средства в клуб, став его спонсором. Вдохновившись таким успехом, Стойкович открыл двери клуба для различных известных сербских компаний, таких как Delta Holding и Telekom Srbija, создав таким образом пул спонсоров.
В плане усиления состава команды Стойкович первоначально продолжил существующую политику «покупай дёшево — продавай дорого», означавшую, что игроки в основном набирались из собственной молодёжной команды или небольших клубов по всей Сербии и Черногории, а затем продавались за границу, как только получали предложения из Европы. Самым первым заметным решением Стойковича стала сделка по аренде форварда Марко Пантелича берлинской «Герте» за € 250 000 в последний день летнего трансферного окна 2005 года (Пантелич был в конечном итоге продан «Герте» за дополнительные €1,5 млн в апреле 2006 года). Тем временем 20-летний нападающий Милан Пурович и 22-летний вратарь Владимир Стойкович были приглашены в команду из «Будучности» Подгорица и «Земуна» соответственно. Кроме того, подписав контракт с ганским полузащитником Драманом Хамину, президент Стойкович показал заинтересованность в доступных иностранных игроках, которые вскоре станут основным элементом трансферной политики клуба. Все три новых приобретения хорошо влились в команду, которую составляли Никола Жигич, Бошко Янкович, Милан Бишевац, Душан Баста, Ненад Ковачевич, Александар Лукович и Милан Дудич, поскольку «Црвена Звезда» стала чемпионом страны и обладателем Кубка.
Успехи прошедшего сезона подстегнули ожидания болельщиков, которые хотели, чтобы существующая команда была сохранена в неприкосновенности (особенно Никола Жигич, который, по некоторым сообщениям, в то время стал мишенью некоторых клубов английской Премьер-лиги), чтобы удачно выступить в квалификации Лиги чемпионов. Однако первый шаг стал полным шоком — президент Стойкович продал голкипера Владимира Стойковича в «Нант», как сообщается, за €3 млн. Пытаясь справиться с гневом болельщиков, он попытался объяснить, что этот шаг был необходим для покрытия долга клуба, который вырос до опасного показателя после нескольких лет слабого управления и невыполнения обязательств некоторых ключевых членов спонсорского пула. Менее болезненным стал уход Ненада Ковачевича, Милана Дудича, Драмана Хамину, Александара Луковича и Бошко Янковича, однако многие всё же были разочарованы тем, что чемпионский состав был разобран и продан так быстро.
В течение двух сезонов под руководством президента Стойковича клуб выиграл все трофеи в национальном чемпионате, дважды был в шаге от попадания в групповой этап Лиги чемпионов (проиграв в последнем квалификационном раунде «Милану» и «Рейнджерс»). Клуб дважды принимал участие в групповом этапе Кубка УЕФА в течение этих двух сезонов и был близок к выходу в 1/16 турнира в сезоне 2005/06. Но гол Кевина Гамейро в компенсированное время матча в Страсбурге поставил крест на мечтах команды Вальтера Дзенги о европейской весне.
12 октября 2007 года Стойкович объявил о своём уходе с поста президента «Црвены Звезды».

## Тренерская карьера
С 2008 по 2013 год Стойкович являлся главным тренером японского клуба «Нагоя Грампус», в котором ранее выступал. 15 марта 2008 года команда под его руководством одержала первую победу в гостевом матче против победителя Азиатской Лиги чемпионов 2007 года «Урава Ред Даймондс» со счётом 2:0 на стадионе «Сайтама». Несмотря на его славную игровую карьеру в «Нагое», некоторых болельщиков поначалу беспокоило отсутствие опыта у нового тренера. Но, несмотря на опасения, в его дебютном сезоне команда заняла третье место в высшей лиге — J1, что позволило клубу выступить в розыгрыше Азиатской Лиги чемпионов 2009 года.
В тренерском штабе клуба «Нагоя Грампус» на должность тренера по физподготовке был приглашён Кацухито Киноси, который позже работал со Стойковичем и в национальной сборной Сербии.
В 2009 году в матче чемпионата между «Иокогама Ф. Маринос» и «Нагоя Грампус», Стойкович поразил всех, забив гол из границ своей технической зоны. После того как один из игроков получил травму, вратарь Тецуя Эномото выбил мяч за пределы поля, чтобы остановить игру. Стойкович вскочил со своего места на скамейке запасных и ударил по летящему мячу, который поднялся высоко в воздух и опустился в ворота. За это действие он был удалён рефери.
20 ноября 2010 года Стойкович привёл «Нагою» к первому титулу чемпиона страны. Стойкович заявил, что узнал много нового о футболе от бывшего главного тренера Арсена Венгера (который привёл клуб к предыдущему лучшему показателю в 1995 году, когда команда заняла второе место во втором круге чемпионата и стала обладателем Кубка императора) и поддерживал постоянный контакт с ним, а тот давал ему советы и поздравил с успехом клуба. Венгер назвал Стойковича человеком, которого хотел бы видеть в качестве своего преемника в «Арсенале», заявив: «Наши идеи схожи, и мы оба стремимся к идеальному футболу». После успешного сезона 2010 года Стойкович был признан тренером года в лиге J1.
C 24 августа 2015 года — тренер китайского «Гуанчжоу Фули». Его контракт истекал в 2017 году, но 8 сентября 2016 года был продлён до конца 2020 года.
C 3 марта 2021 года — главный тренер сборной Сербии. Под его руководством команда сумела квалифицироваться на чемпионат мира в Катаре, выиграв шесть из восьми матчей отборочного турнира и дважды сыграв вничью. В решающем матче подопечные Стойковича со счётом 2:1 одолели сборную Португалии. На самом турнире, однако, его сборная не преодолела групповой этап.
В 2024 году Стойкович впервые с 2000 года сыграл со сборной на чемпионате Европы, однако его команда и там не смогла выйти из группы, не выиграв ни одного матча.

## Достижения

### В качестве игрока
«Црвена Звезда»
- Чемпион Первой лиги Югославии: 1987/88, 1989/90
- Обладатель Кубка Югославии: 1989/90

 «Олимпик» Марсель
- Чемпион Франции: 1990/91
- Победитель Лиги чемпионов: 1992/93[28]

 «Нагоя Грампус Эйт»
- Обладатель Кубка Императора: 1995, 1999

 Сборная Югославии
- Олимпийских игр: 1984

Персональные
- Самый ценный игрок Джей-лиги: 1995[29]
- Символическая сборная Джей-лиги: 1995, 1996, 1999
- Футболист года в Японии: 1995
- Лучший спортсмен общества «Црвена Звезда»: 1987, 1988, 1989
- Звезда «Црвена Звезда»: 1990
- Самый ценный игрок Югославского чемпионата: 1988, 1989
- Команда всех звёзд чемпионата мира: 1990
- Футболист года в Югославии: 1988, 1989
- Команда мечты к 110-летию «Олимпика»: 2010[30]
- Символическая сборная ФИФА: 1991, 1998[31]
- Юбилейная команда 20-летия Джей-лиги

### В качестве тренера
«Нагоя Грампус Эйт»
- Чемпион J1: 2010
- Обладатель Суперкубка Японии: 2011

Персональные
- Тренер года в Японии: 2010
- Спортивная персона года Ниша: 2010
- Тренер года по версии Сербского футбольного Союза: 2016

### Другие
- Орден Восходящего солнца 4-й степени (2015, Япония).
- Орден Звезды Карагеоргия II степени (2022)[32].

## Статистика

### В сборной
| Сборная Югославии | Сборная Югославии | Сборная Югославии |
| Год               | Матчи             | Голы              |
| ----------------- | ----------------- | ----------------- |
| 1983              | 1                 | 0                 |
| 1984              | 5                 | 2                 |
| 1985              | 2                 | 0                 |
| 1986              | 0                 | 0                 |
| 1987              | 5                 | 2                 |
| 1988              | 6                 | 2                 |
| 1989              | 11                | 1                 |
| 1990              | 9                 | 2                 |
| 1991              | 1                 | 0                 |
| 1992              | 1                 | 0                 |
| 1994              | 2                 | 0                 |
| 1995              | 3                 | 0                 |
| 1996              | 8                 | 3                 |
| 1997              | 7                 | 0                 |
| 1998              | 10                | 1                 |
| 1999              | 4                 | 2                 |
| 2000              | 7                 | 0                 |
| 2001              | 2                 | 0                 |
| Total             | 84                | 15                |

### Тренерская статистика
| Команда        | Страна | С               | До             | Статистика | Статистика | Статистика | Статистика | Статистика |
| Команда        | Страна | С               | До             | И          | В          | П          | Н          | Побед %    |
| -------------- | ------ | --------------- | -------------- | ---------- | ---------- | ---------- | ---------- | ---------- |
| Нагоя Грампус  | Япония | 1 февраля 2008  | 31 января 2014 | 278        | 141        | 56         | 81         | 50.72      |
| Гуанчжоу Фули  | Китай  | 24 августа 2015 | 3 января 2020  | 141        | 57         | 26         | 58         | 40.43      |
| Сборная Сербии | Сербия | 3 марта 2021    | н.в.           | 35         | 20         | 7          | 8          | 57.14      |
| Всего          | Всего  | Всего           | Всего          | 454        | 218        | 89         | 147        | 48.02      |